# Andrzej Stelmachowski

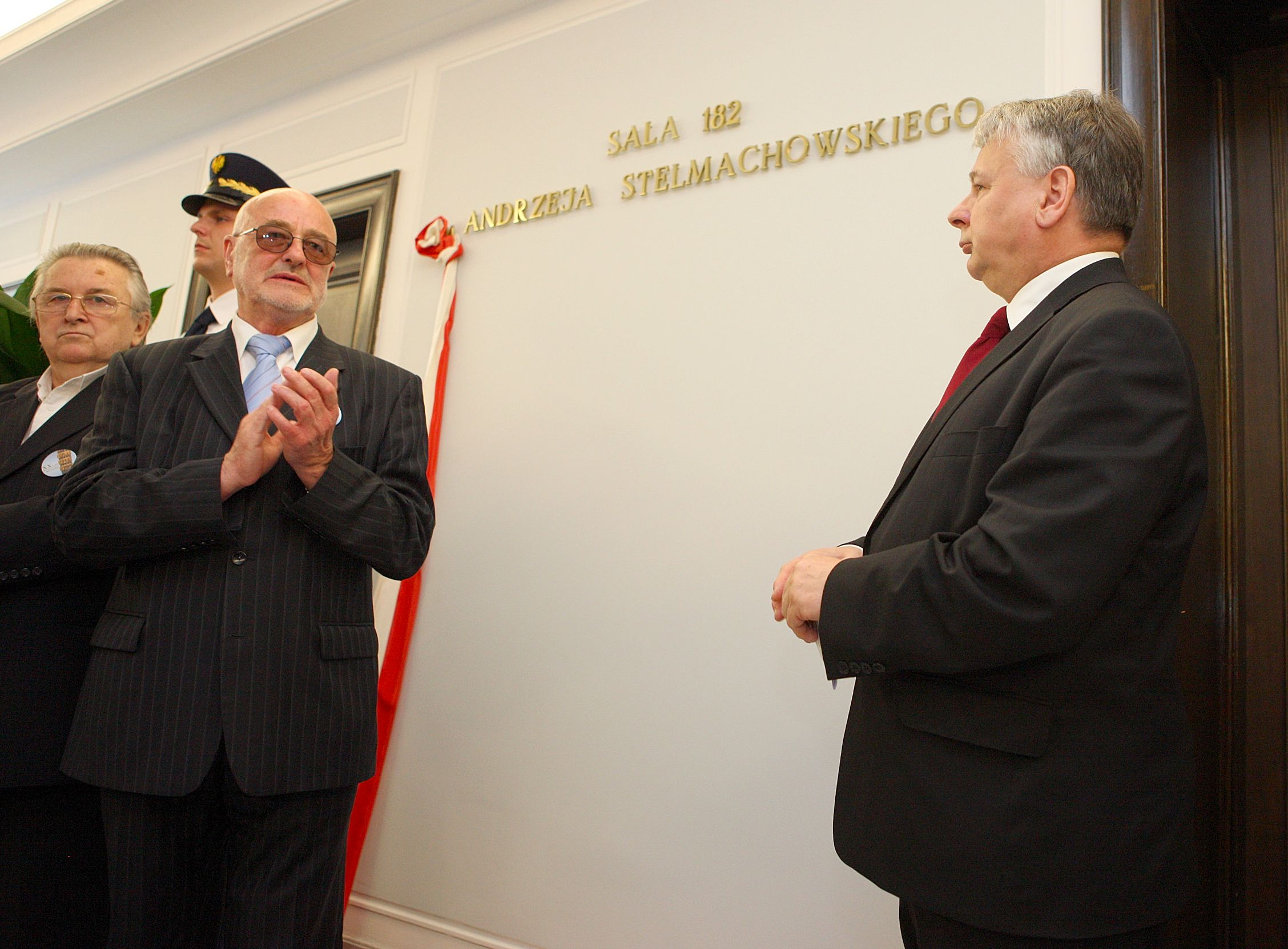
Uroczystość nadania imienia Andrzeja Stelmachowskiego sali 182 w gmachu Senatu (2009)

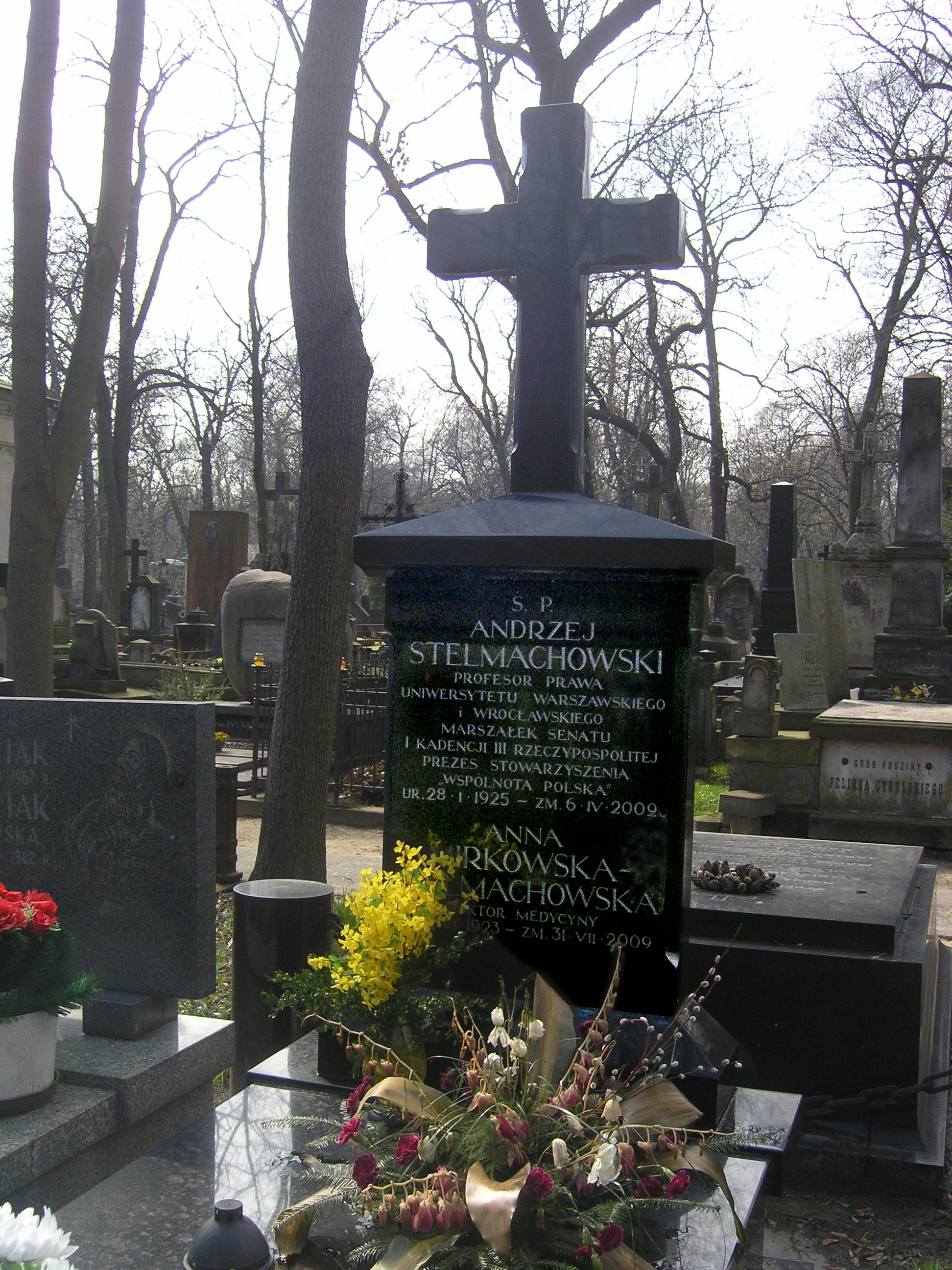
Grób Andrzeja Stelmachowskiego na Starych Powązkach w Warszawie

Andrzej Stanisław Stelmachowski (ur. 28 stycznia 1925 w Poznaniu, zm. 6 kwietnia 2009 w Warszawie) – polski profesor nauk prawnych i polityk, nauczyciel akademicki, marszałek Senatu I kadencji w latach 1989–1991, minister edukacji narodowej w rządzie Jana Olszewskiego, doradca prezydenta RP Lecha Kaczyńskiego ds. Polonii. Kawaler Orderu Orła Białego.

## Życiorys

### Wykształcenie i działalność naukowa
Studia prawnicze ukończył w 1947 na Wydziale Prawa Uniwersytetu Poznańskiego. Na tej uczelni uzyskał stopień naukowy doktora. Od 1962 był profesorem Uniwersytetu Wrocławskiego, od 1969 profesorem Uniwersytetu Warszawskiego. W 1970 został kierownikiem Zakładu Prawa Rolnego UW. Wykładał także na Uniwersytecie Kardynała Stefana Wyszyńskiego w Warszawie i Uniwersytecie w Białymstoku. W 1973 uzyskał tytuł naukowy profesora. Był członkiem Polskiej Akademii Nauk. Specjalizował się w prawie cywilnym i rolnym.
Od 1984 do 1989 zasiadał w komisji Episkopatu Polski Iustitia et Pax, a od 1989 w komisji ds. Duszpasterstwa Rolników oraz Duszpasterstwa Ludzi Pracy

### Działalność polityczna
Przed wojną był członkiem Związku Akademickiego Młodzież Wszechpolska. W okresie II wojny światowej był żołnierzem Armii Krajowej.
W 1980 był doradcą Międzyzakładowego Komitetu Strajkowego w Stoczni Gdańskiej (wspierał prace Komisji Ekspertów przy Prezydium MKS), a następnie m.in. doradcą Niezależnego Samorządnego Związku Zawodowego Rolników Indywidualnych „Solidarność”. Był uczestnikiem prac Centrum Obywatelskich Inicjatyw Ustawodawczych Solidarności. Ponadto przewodniczył w okresie 1982–1985 Komitetowi Organizacyjnemu Kościelnej Fundacji na rzecz Rolnictwa. W latach 1987–1990 był prezesem warszawskiego Klubu Inteligencji Katolickiej. Należał do inicjatorów okrągłego stołu, uczestniczył w jego obradach plenarnych i pracach zespołowych. W 1989 został senatorem I kadencji z ramienia Komitetu Obywatelskiego, objął stanowisko marszałka Senatu.
W rządzie Jana Olszewskiego pełnił funkcję ministra edukacji narodowej (1991–1992). W 1992 podczas jego urzędowania odbywały się masowe strajki nauczycieli. Do historii przeszło zdarzenie, gdy minister wygrażał protestującym nauczycielom laską. Tłumaczył, że jako człowiek starej daty uważał, iż nauczyciele nie mogą przestać nauczać, nawet w trudnej sytuacji. Laska Andrzeja Stelmachowskiego, zlicytowana później na cele charytatywne, stała się symbolem zmagań nauczycieli z władzą.
W 2005 wszedł w skład honorowego komitetu poparcia Lecha Kaczyńskiego w wyborach prezydenckich. W lutym 2007 został doradcą prezydenta Lecha Kaczyńskiego ds. Polonii.
Od lutego 1990 do 11 maja 2008 był prezesem Stowarzyszenia „Wspólnota Polska” w Warszawie.
Zmarł 6 kwietnia 2009, jego pogrzeb z udziałem m.in. prezydenta Lecha Kaczyńskiego i marszałka Senatu VII kadencji Bogdana Borusewicza odbył się 15 kwietnia tego samego roku. Andrzej Stelmachowski został pochowany na cmentarzu Powązkowskim (kwatera 18/5/14).

## Życie prywatne
Był synem prawnika Bronisława Stelmachowskiego i Wisławy z domu Majewskiej. Jego dziadkiem był przemysłowiec i polityk Stanisław Jan Majewski, a ciotką etnografka Bożena Stelmachowska. Andrzej Stelmachowski był żonaty z Anną, miał dwóch synów: Stanisława i Zbigniewa.

## Odznaczenia, wyróżnienia i upamiętnienie
Ordery i odznaczenia
- Order Orła Białego (pośmiertnie, 2009)[11]
- Krzyż Wielki Orderu Odrodzenia Polski (1992)[12]
- Odznaka Honorowa za Zasługi dla Samorządu Terytorialnego (pośmiertnie, 2015)[13]
- Krzyż Komandorski Orderu Świętego Grzegorza Wielkiego (2006)[14]
- Order „Przyjaźń” II stopnia – Kazachstan (2006)[15]
- Krzyż Komandorski Orderu „Za zasługi dla Litwy” – Litwa (2006)[16]

Wyróżnienia
- tytuły doktora honoris causa Uniwersytetu w Białymstoku[17], Uniwersytetu Kardynała Stefana Wyszyńskiego, Uniwersytetu Wrocławskiego, a także uniwersytetów w Ferrarze i Paryżu
- Medal „Milito Pro Christo” (2002)
- Nagroda im. ks. bp. Romana Andrzejewskiego (za 2004)[18]
- Nagroda im. Księdza Idziego Radziszewskiego Towarzystwa Naukowego KUL (1996)
- honorowy obywatel Strzelna (1989)

Upamiętnienie
- patron ulic w Białymstoku, Łobżenicy[19] oraz we wsi Szaróweczka na Ukrainie[20]
- patron Domu Polskiego w Iwieńcu
- patron sali nr 182 w gmachu Senatu[21]
- patron Szkoły Podstawowej w Starych Trokach na Litwie (2010)[22]
- tablica pamiątkowa w siedzibie Stowarzyszenia „Wspólnota Polska” (2010)[23]
- znaczek pocztowy o nominale 4,90 złotych wydany przez Pocztę Polską w 2025 z okazji setnej rocznicy urodzin Andrzeja Stelmachowskiego[24]